# Mesochorus soderlundi
Mesochorus soderlundi là một loài tò vò trong họ Ichneumonidae.